# 翅柄唇柱苣苔
翅柄唇柱苣苔（学名：Chirita pteropoda），为苦苣苔科唇柱苣苔属下的一个植物种。